# Fritz-Hubert Gräser
Fritz-Hubert Gräser (ur. 3 listopada 1888 we Frankfurcie nad Odrą, zm. 4 października 1960 w Getyndze) – niemiecki generał, uczestnik agresji na Polskę i Francję oraz ataku na Związek Radziecki, dowódca 4 Armii Pancernej.

## Życiorys
Karierę wojskowa rozpoczął w armii niemieckiej wstępując 28 lutego 1907 roku do Pułku Grenadierów „Prinz Carl von Preußen” (2. Brandenburgia) nr 12 jako chorąży. Awans na podporucznika otrzymał 27 stycznia 1908 roku. Od 1 listopada 1912 roku pełnił funkcję adiutanta, a po wybuchu I wojny światowej wraz z pułkiem uczestniczył w działaniach bojowych na froncie zachodnim. Stopień porucznika otrzymał 8 listopada 1914 roku. Adiutantem pułku był od 20 czerwca 1915 roku. Następnie, 16 września 1915 roku został dowódcą 9 kompanii pułku w którym służył. Podczas walki 29 września 1915 r. został ciężko ranny kulą w głowę i trafił do szpitala szpitalu. Po rekonwalescencji został skierowany na szkolenie sztabu generalnego do wysokiego dowództwa armii von Mackensena i wkrótce potem 18 grudnia 1915 roku awansował na kapitana. Następnie od 14 czerwca 1916 roku Gräser został przydzielony do sztabu generalnego Grupy Armii Pflanzer-Baltin i Erzherzog Karl na froncie wschodnim. 1 listopada 1916 roku został przeniesiony do Sztabu Generalnego 41 Dywizji. Trzy miesiące później został przeniesiony do Sztabu Generalnego Cesarsko-Królewskiej Grupy Armii Arcyksięcia Józefa. Pozostał tu do grudnia 1917 roku. W maju 1918 roku Gräser objął stanowisko pierwszego oficera sztabu generalnego w Sztabie Generalnym 1 Dywizji Rezerwowej.
Po zakończeniu wojny został przeniesiony początkowo do Sztabu Generalnego Naczelnego Dowództwa Armii Północ, a 21 lipca 1919 r. do Wielkiego Sztabu Generalnego. 21 stycznia 1920 roku Gräser został zwolniony z wojska. W kolejnych latach pracował jako właściciel ziemski w Hubertushof koło Reppen, a w latach 1927–1931 był także szefem Motor-Fahrzeug AG we Frankfurcie nad Odrą.
Gräser został 1 listopada 1932 r. przywrócony na stanowisko oficera ochrony ziemi i szefa okręgu West Hornberg, a 1 października 1933 r. mianowany dowódcą Wehrkreisbezirkskommando Frankfurt. Wraz z awansem na majora w dniu 1 maja 1934 roku został reaktywowany do czynnej służby wojskowej, a Gräser został początkowo przydzielony do 8 pułku piechoty. W dniach od 17 lipca do 14 września 1934 r. odbył kurs szkoleniowy dla reaktywowanych oficerów w Döberitz i 1 października 1934 r. został dowódcą I batalionu pułku piechoty Crossen. Rok później dowodził 8 batalionem medycznym w Züllichau i w tym charakterze został najpierw awansowany na podpułkownika 1 marca 1936 r., a następnie na pułkownika 1 października 1938 r.
Przed rozpoczęciem II wojny światowej Gräser został mianowany dowódcą 29 pułku piechoty, którym miał dowodzić podczas inwazji na Polskę w 1939 roku i w kampanii zachodniej w 1940 roku. Jego pułk brał udział w Operacji Barbarossa, inwazji na Związek Radziecki, od czerwca 1941 roku. Gräser został ciężko ranny 11 lipca 1941 roku. W szpitalu wojskowym trzeba było amputować mu lewą nogę, prawe kolano było strzaskane. Podczas rekonwalescencji i późniejszego przeniesienia do rezerwy Führera, 1 października 1941 roku został generałem dywizji. 1 marca 1943 roku został mianowany dowódcą nowo utworzonej 3 Dywizji Panzergrenadierów i awansowany na generała porucznika. Gräser dowodził jednostką do 31 maja 1944 roku, po czym został przeniesiony do rezerwy Führera i w dniach 12-27 czerwca 1944 roku uczestniczył w kursie dla generałów dowódców w Hirschbergu. 28 czerwca 1944 r. został przydzielony najpierw do dowodzenia XXIV Korpusem Pancernym, a 20 sierpnia 1944 roku powierzono mu dowództwo XLVIII Korpusu Pancernego. Z równoczesnym awansem na General der Panzertruppe. 21 września 1944 roku Gräser został postawiony na czele 4 Armii Pancernej i 30 stycznia 1945 roku potwierdzony jako głównodowodzący. Wraz z bezwarunkową kapitulacją Wehrmachtu resztki jego armii i on sam dostały się do amerykańskiej niewoli, z której został zwolniony w czerwcu 1947 roku.

## Odznaczenia
- Krzyż Żelazny II klasy (16 września 1914) i I klasy (9 października 1916)
- Okucie ponownego nadania do Krzyża Żelaznego II klasy (24 września 1939) i I klasy (23 października 1939)
- Krzyż Niemiecki w złocie 8 lutego 1942 r.
- Krzyż Rycerski Krzyża Żelaznego z liśćmi dębu i mieczami